# جائزة كندا الكبرى 2004
جائزة كندا الكبرى 2004 (بالإنجليزية: 2004 Canadian Grand Prix)‏ هو سباق فورمولا 1 أقيم بتاريخ 13 يونيو 2004 في حلبة جيل فيلنوف، مونتريال، كندا. كان الثامن من أصل 18 في بطولة العالم لسباقات الفورمولا واحد موسم 2004. حلّ الألماني مايكل شوماخر أولا بينما جاء البرازيلي روبنز باركيلو في المركز الثاني وحصل على المركز الثالث البريطاني جنسن باتون.